# Loxosceles weyrauchi
Loxosceles weyrauchi là một loài nhện trong họ Sicariidae.
Loài này thuộc chi Loxosceles. Loxosceles weyrauchi được miêu tả năm 1967 bởi Gertsch.